# Kommandokorps
Kommandokorps este un grup survivalist afrikaner care activează în Africa de Sud. Liderul acestuia este colonelul Franz Jooste, fost membru al armatei sud-africane⁠(d) în perioada apartheidului.
Grupul organizează tabere paramilitare în cadrul cărora participă tineri cu vârste cuprinse între 13 și 19 ani. Având la bază un curriculum militar, adolescenților le sunt predate cursuri de autoapărare și cum să lupte cu persoanele de culoare. Cursurile includ lecții despre diferențele rasiale dintre albi și negri (e.g. persoanele negre au cortexul cerebral mai mic decât albii), respectiv cum să folosească drapelul Africii de Sud pe post de preș. Tabăra este situată în apropierea orașului Carolina, Mpumalanga, la aproximativ 230 km est de Johannesburg.
Kommandokorps a fost criticat de grupul lobbyist AfriForum⁠(d). Partidul Alianța Democrată⁠(d) a cerut desființarea și investigarea grupului de către Comisia pentru Drepturile Omului din Africa de Sud⁠(d). Un grup de voluntari ai Kommandokorps au participat la înmormântarea fostului lider al organizației Afrikaner Weerstandsbeweging, Eugene Terreblanche. În 2011, grupul a semnat un saamstaanverdrag (pact de unitate) cu Afrikaner Weerstandsbeweging și Suidlanders, un grup mare care militează pentru drepturile albilor din Africa de Sud post-apartheid și care susține că se desfășoară o eliminare continuă a albilor - cu precădere a fermierilor albi - în această țară.
Fatherland (în română Patria) este un documentar produs și regizat de Tarryn Lee Crossman care explorează experiențele tinerilor antrenați în taberele Kommandokorps.